# Knoxville Challenger 2022
Il Knoxville Challenger 2022 è stato un torneo maschile tennis professionistico. È stata la 18ª edizione del torneo, facente parte della categoria Challenger 80 nell'ambito dell'ATP Challenger Tour 2022, con un montepremi di 53120 $. Si è svolto dal 7 al 13 novembre 2022 sui campi in cemento indoor del Goodfriend Tennis Center di Knoxville, negli Stati Uniti.

## Partecipanti

### Teste di serie
| Nazionalità | Giocatore            | Ranking* | Testa di serie |
| ----------- | -------------------- | -------- | -------------- |
| Stati Uniti | Michael Mmoh         | 120      | 1              |
| Stati Uniti | Stefan Kozlov        | 132      | 2              |
| Stati Uniti | Christopher Eubanks  | 135      | 3              |
| Stati Uniti | Ben Shelton          | 156      | 4              |
| Stati Uniti | Emilio Nava          | 174      | 5              |
| Stati Uniti | Aleksandar Kovacevic | 178      | 6              |
| Francia     | Enzo Couacaud        | 186      | 7              |
| Cina        | Shang Juncheng       | 195      | 8              |

* Ranking al 24 ottobre 2022.

### Altri partecipanti
I seguenti giocatori hanno ricevuto una wild card per il tabellone principale:
- Blaise Bicknell
- Gage Brymer
- Martin Damm

Il seguente giocatore è entrato in tabellone come alternate:
- Ethan Quinn

I seguenti giocatori sono passati dalle qualificazioni:
- Strong Kirchheimer
- Alexander Bernard
- Giles Hussey
- Cannon Kingsley
- Tristan McCormick
- Iñaki Montes de la Torre

## Campioni

### Singolare
Ben Shelton ha sconfitto in finale  Christopher Eubanks con il punteggio di 6–3, 1–6, 7–6(7-4).

### Doppio
Hunter Reese /  Tennys Sandgren hanno sconfitto in finale  Martin Damm /  Mitchell Krueger con il punteggio di 6–7(4-7), 7–6(7-3), [10–5].